# Piranga
Piranga är ett fågelsläkte i familjen kardinaler inom ordningen tättingar. Släktet omfattar nio arter som förekommer från Kanada till norra Argentina:
- Rödhuvad kardinal (P. erythrocephala)
- Eldkardinal (P. rubriceps)
- Vitbandad kardinal (P. leucoptera)
- Rosenstrupig kardinal (P. roseogularis)
- Sommarkardinal (P. rubra)
- Tegelröd kardinal (P. flava)
- Scharlakanskardinal (P. olivacea)
- Brandkardinal (P. ludoviciana)
- Fläckvingad kardinal (P. bidentata)

Fåglarna i släktet placerades tidigare i familjen tangaror (Thraupidae), men de är i själva verket nära släktingar till "urkardinalen" röd kardinal (Cardinalis cardinalis).